# Phaulopsis imbricata
Phaulopsis imbricata är en akantusväxtart. Phaulopsis imbricata ingår i släktet Phaulopsis och familjen akantusväxter.

## Underarter
Arten delas in i följande underarter:
- P. i. imbricata
- P. i. madagascariensis
- P. i. poggei

## Bildgalleri

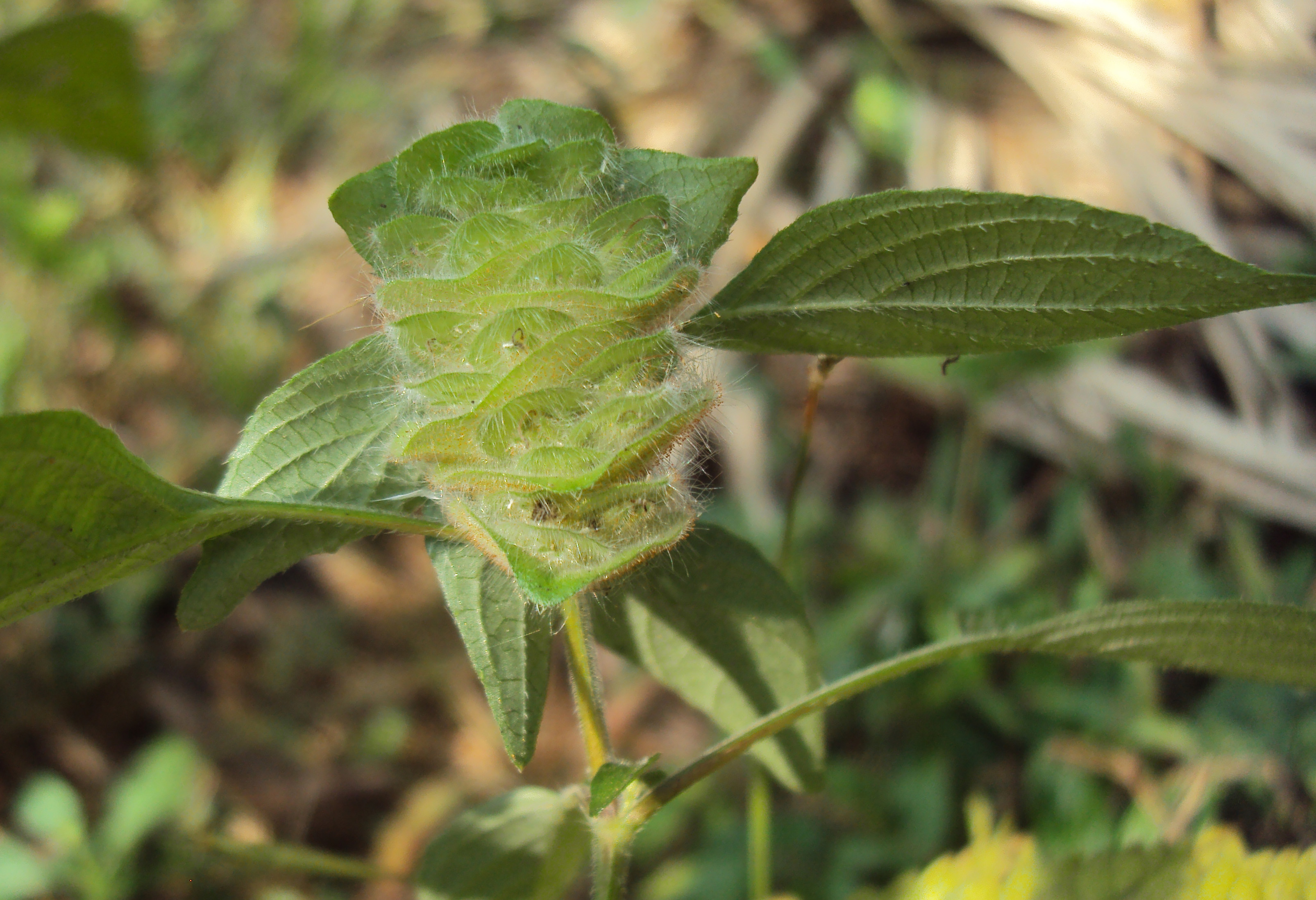
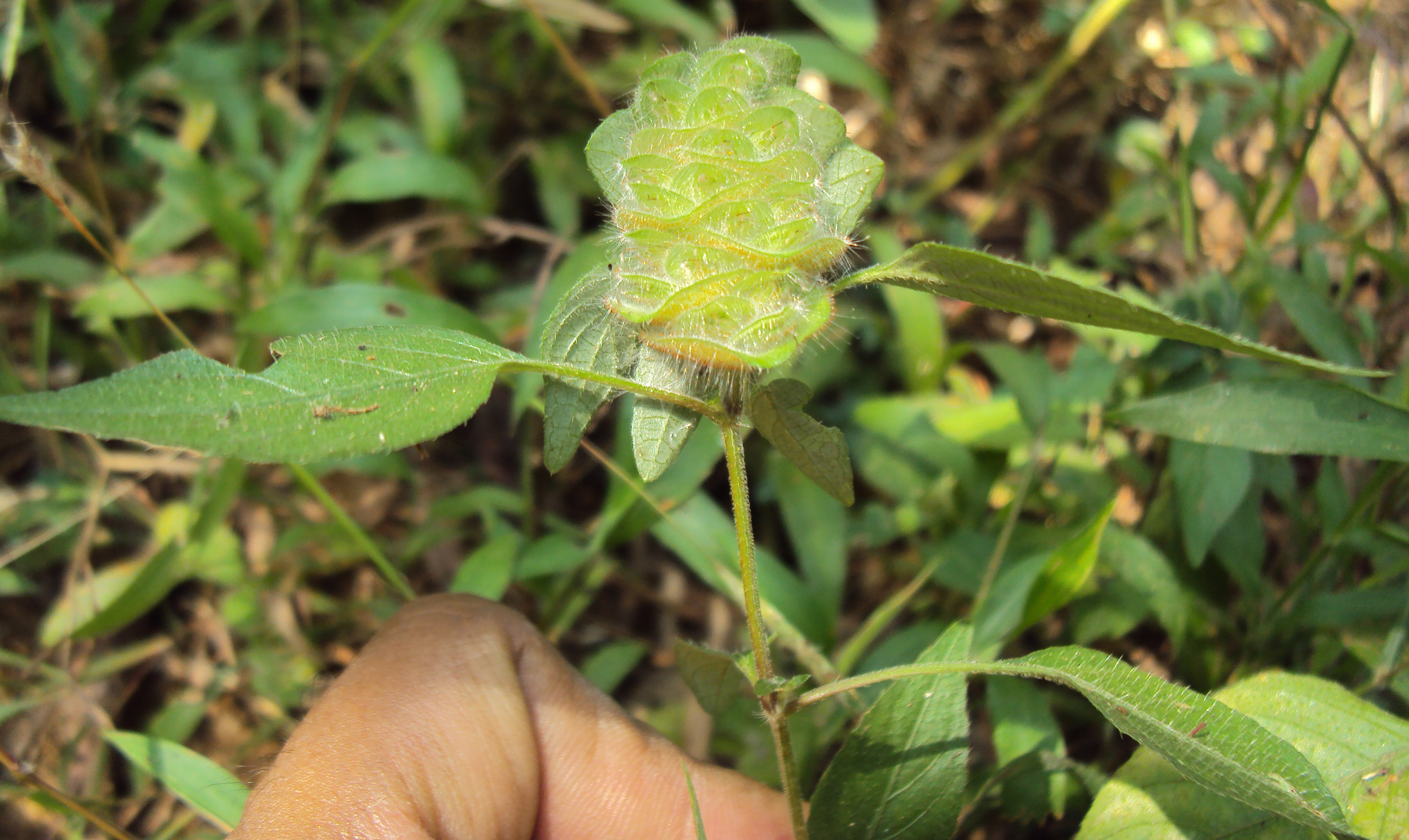
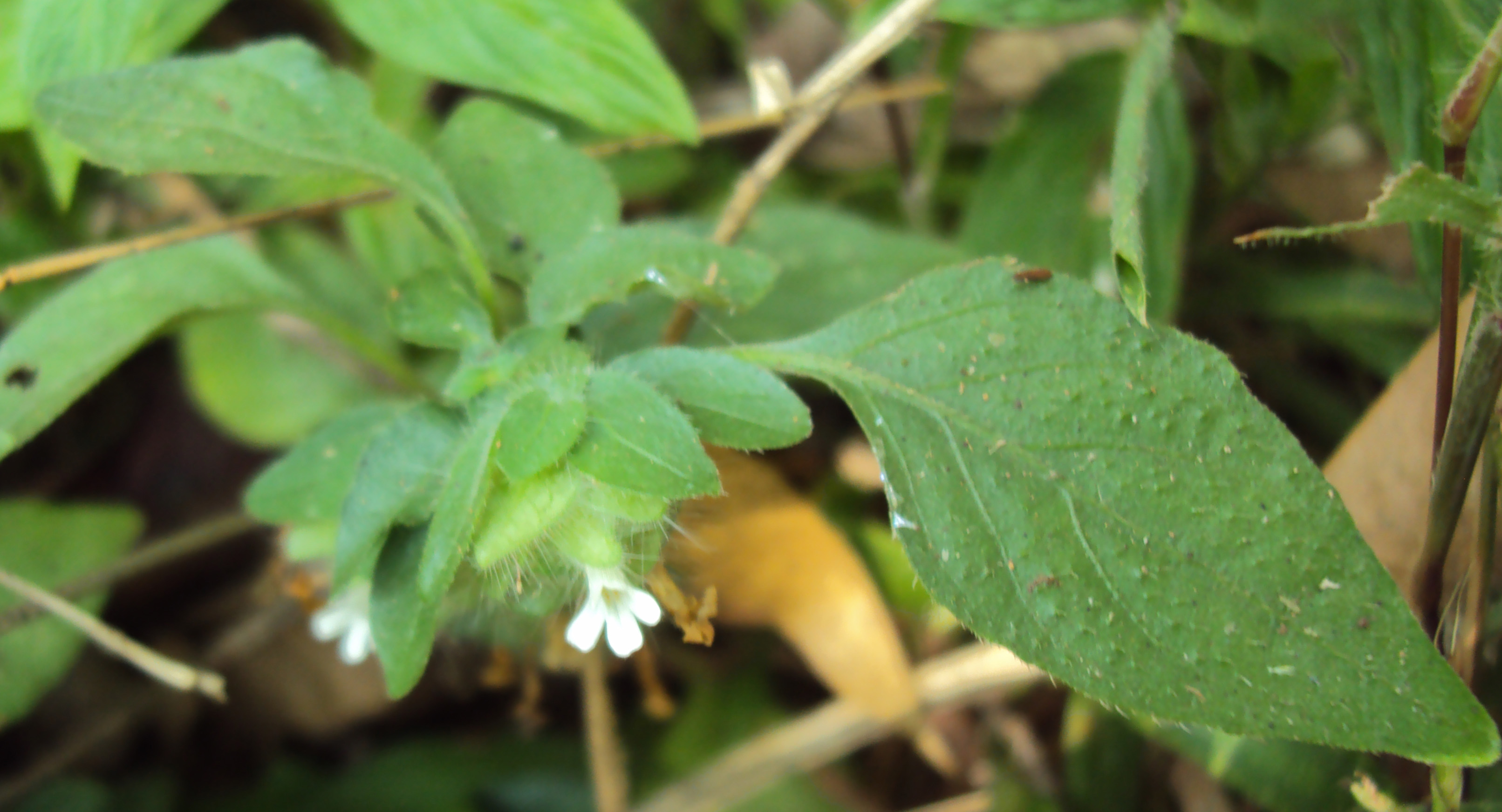
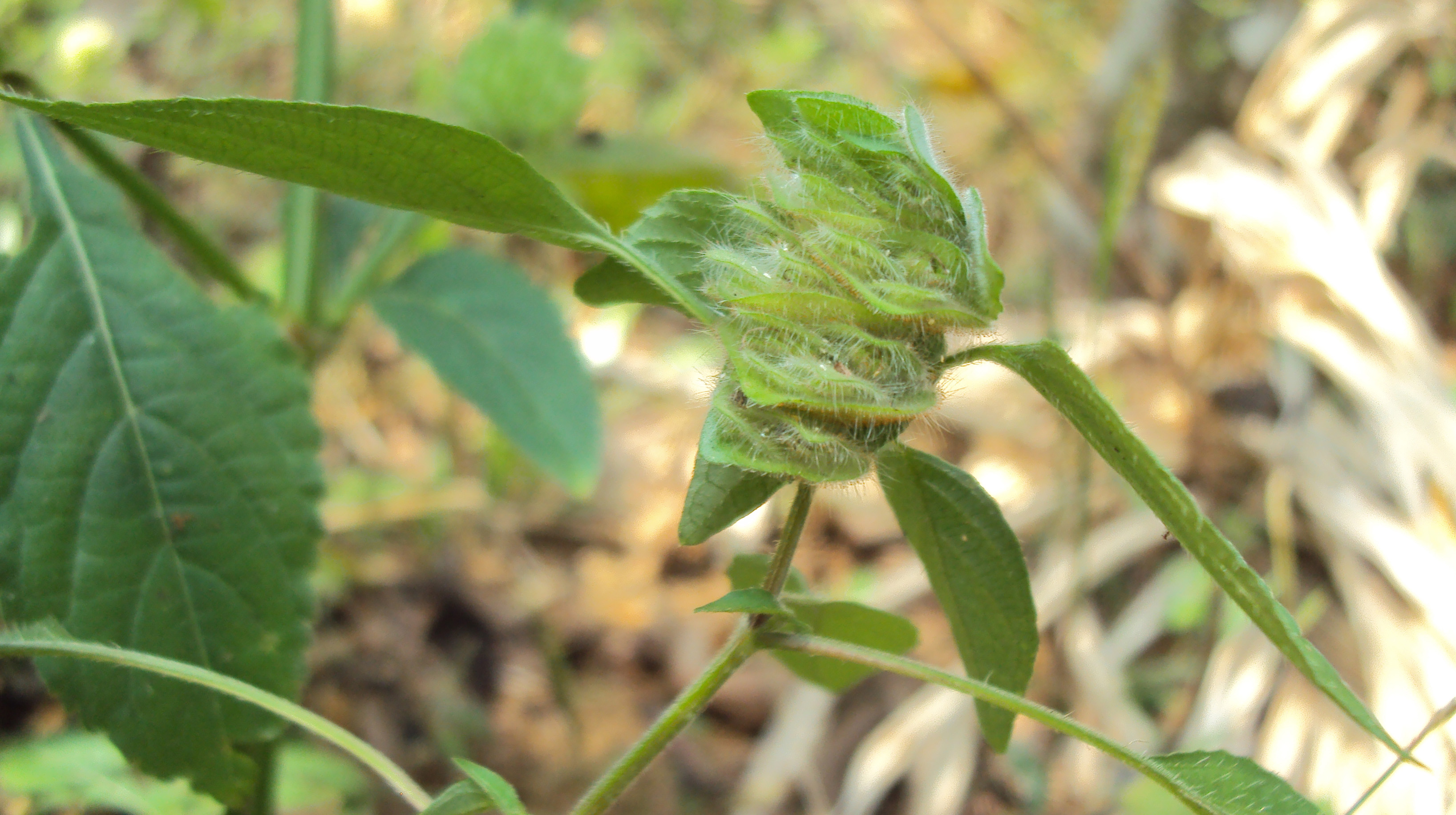
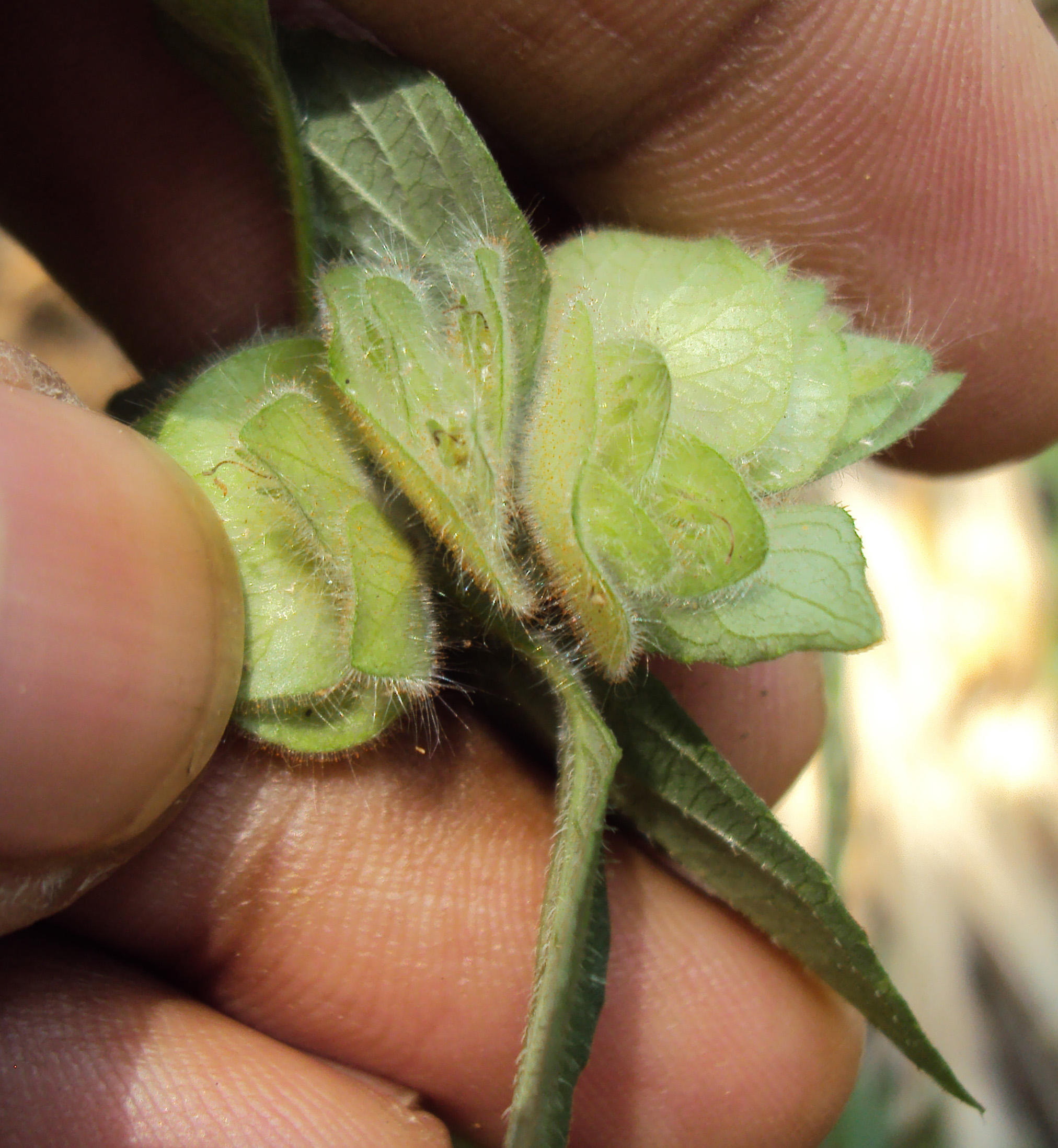
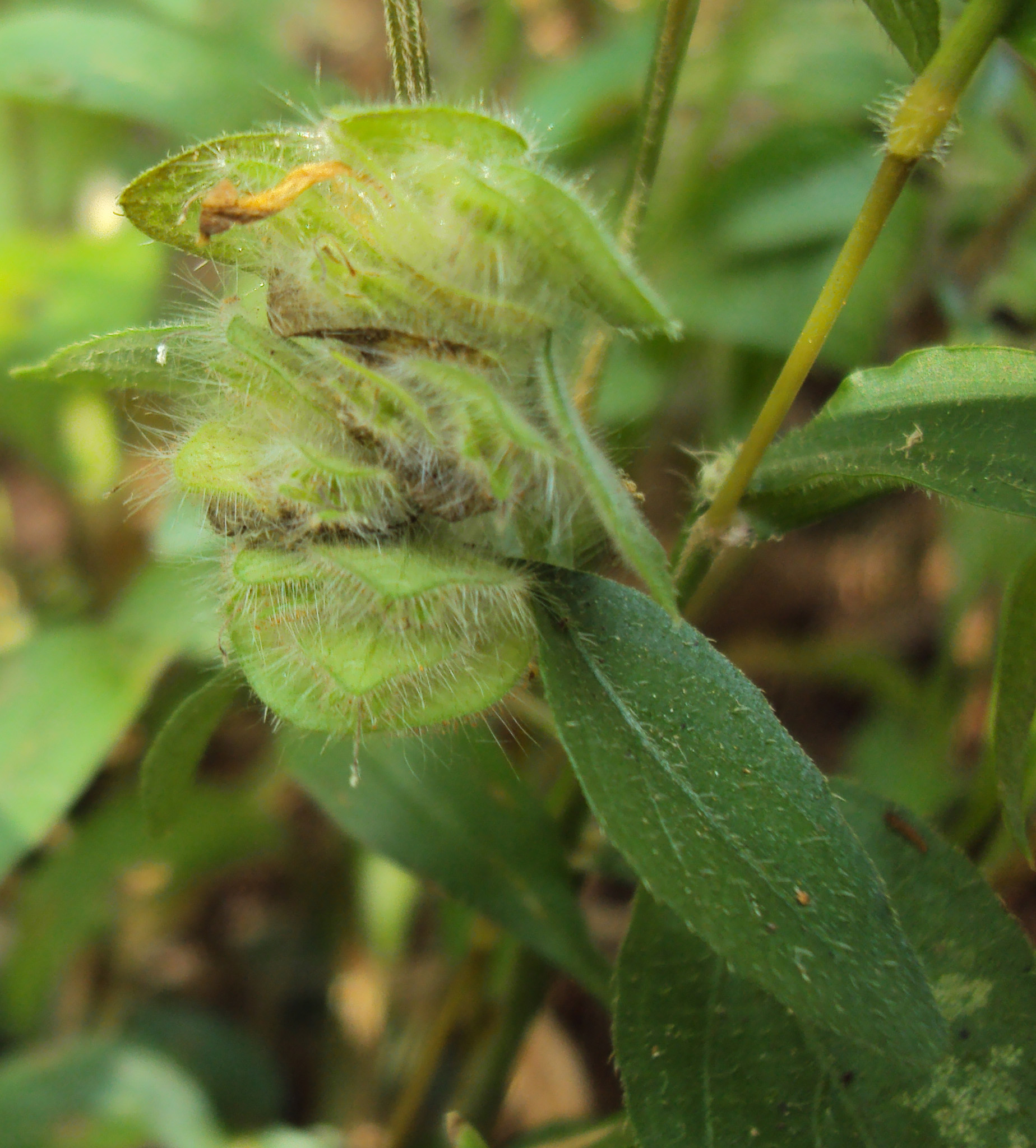